# Benvenuti in famiglia
Benvenuti in famiglia (Benvinguts a la família in catalano) è una serie televisiva spagnola ideata da Pau Freixas e Iván Mercadé.
La serie viene trasmessa sulla rete catalana TV3 dal 22 gennaio 2018.
Nell'aprile del 2018, la serie viene rinnovata per una seconda stagione.
In Italia, la serie viene distribuita su Netflix dal 27 luglio 2018.

## Trama
La serie si concentra sulla vita di Angela, una donna di 40 anni abbandonata dal marito e con tre figli a carico. Dopo essere stata sfrattata dal suo appartamento a causa dell'ex, Angela, insieme ai suoi tre figli Fran, David, Sara e al cognato Nando, ritorna a casa di suo padre Eduardo per chiedere soldi dopo più di vent'anni senza vederlo.

## Episodi
| Stagione         | Episodi | Prima TV Spagna | Pubblicazione Italia |
| ---------------- | ------- | --------------- | -------------------- |
| Prima stagione   | 13      | 2018            | 2018                 |
| Seconda stagione | 13      | 2019            | inedita              |

## Personaggi e interpreti

### Principali
- María de los Ángeles «Àngela» Navarro Garrofer, interpretata da Melani Olivares
- Fernando «Nando» García, interpretato da Iván Massagué
- Maria Victòria Argenter, interpretata da Yolanda Ramos
- Francesc «Fran» García Navarro, interpretato da Nao Albet
- Alexandra «Àlex», interpretata da Georgina Amorós
- David García Navarro, interpretato da Leïti Sène
- Sara García Navarro, interpretata da Nonna Cardoner
- Lili (ricorrente stagione 1; stagione 2-in corso), interpretata da Eva Santolaria
- Dídac (guest stagione 1; stagione 2-in corso), interpretato da Àlex Maruny